# Eduardo di Capua
Eduardo di Capua (12 tháng 3 năm 1865 – 3 tháng 10 năm 1917) là một ca sĩ và nhà soạn nhạc người Ý.

## Tiểu sử
Ông sinh tại Napoli năm 1865. Cùng với nhà thơ Giovanni Capurro, di Capua đã viết nên tác phẩm "'O Sole Mio" (Mặt trời của tôi), được nhiều nhạc sĩ thể hiện cả ở phong cách cổ điển và đại chúng. Ông còn có tác phẩm "Marie, Ah Marie", là một bài hát Napoli khác.
Eduardo di Capua mất năm 1917 cũng tại Napoli.